# Cratere Miyamoto
Miyamoto  è un cratere sulla superficie di Marte.